# Gair Loch
Le loch Gairloch est un loch de mer sur la côte nord-ouest de l'Écosse. Il a une longueur d'environ 10 kilomètres et un largeur d'un peu moins d'un kilomètre. À l'ouest, il mène vers Little Minch. Les routes  B8021 et B8056 couduisent respectivement à ses rives nord et sud, reliant les villages de Gairloch, Charlestown, Kerrysdale, Shieldaig, Badachro, et de Port Henderson. Longa Island se trouve à l'entrée du loch.